# قائمة أكبر الشركات في جنوب إفريقيا
تسرد هذه المقالة أكبر الشركات في جنوب إفريقيا من حيث إيراداتها وصافي أرباحها وإجمالي الأصول ورسملة السوق وفقًا لمجلة الأعمال الأمريكية فوربس .

## 2019 قائمةفوربس
تستند هذه القائمة إلى Forbes Global 2000، والتي تصنف أكبر 2000 شركة عامة في العالم. تأخذ قائمة فوربس في الاعتبار العديد من العوامل، بما في ذلك الإيرادات وصافي الربح وإجمالي الأصول والقيمة السوقية لكل شركة ؛ يتم إعطاء كل عامل مرتبة مرجحة من حيث الأهمية عند النظر في الترتيب العام. يسرد الجدول أدناه أيضًا موقع المقر الرئيسي وقطاع الصناعة لكل شركة. الأرقام بمليارات الدولارات الأمريكية لعام 2019. جميع الشركات الـ 14 من جنوب إفريقيا المدرجة في قائمة فوربس 2000 مدرجة. 
| الترتيب في جنوب أفريقيا | ترتيب فوربس 2000 | اسم                  | مقر         | إيرادات (بالمليارات) | الربح (بالمليارات) | الأصول (بالمليارات) | القيمة (بالمليارات) | الصناعة          |
| ----------------------- | ---------------- | -------------------- | ----------- | -------------------- | ------------------ | ------------------- | ------------------- | ---------------- |
| 1                       | 261              | شركة الأنجلو أمريكية | جوهانسبرغ * | 27.6                 | 3.6                | 52.2                | 35.9                | المعادن والتعدين |
| 2                       | 415              | Standard Bank        | جوهانسبرغ   | 9.0                  | 2.1                | 147.9               | 22.9                | الخدمات المصرفية |
| 3                       | 418              | Naspers              | كيب تاون    | 6.9                  | 13.5               | 35.8                | 111.3               | إعلام            |
| 4                       | 445              | First Rand           | جوهانسبرغ   | 7.6                  | 2.3                | 110.5               | 27.2                | الخدمات المصرفية |
| 5                       | 530              | ساسول                | جوهانسبرغ   | 14.8                 | 1.3                | 32.8                | 21.0                | النفط والغاز     |
| 6                       | 661              | Absa Group Limited   | جوهانسبرغ   | 9.7                  | 1.1                | 89.6                | 9.9                 | تمويل            |
| 7                       | 755              | Nedbank              | جوهانسبرغ   | 7.7                  | 1.0                | 72.6                | 9.4                 | الخدمات المصرفية |
| 8                       | 782              | Old Mutual           | ساندتون     | 8.2                  | 1.1                | 60.7                | 8.3                 | تمويل            |
| 9                       | 818              | Sanlam               | بيلفيل      | 5.8                  | 0.9                | 55.9                | 12.4                | تأمين            |
| 10                      | 936              | إم تي إن جروب        | جوهانسبرغ   | 10.2                 | 0.66               | 17.0                | 13.5                | الإتصالات        |
| 11                      | 1764             | Investec             | جوهانسبرغ   | 6.0                  | 0.72               | 73.2                | 6.3                 | خدمات الاستثمار  |
| 12                      | 1764             | RMB Holdings         | جوهانسبرغ   | 4.0                  | 0.7                | 3.6                 | 8.3                 | تمويل            |
| 13                      | 1881             | Shoprite Holdings    | براكنفيل    | 11.0                 | 0.3                | 4.7                 | 7.0                 | بيع بالتجزئة     |
| 14                      | 1981             | Bidvest Group        | جوهانسبرغ   | 9.4                  | 0.3                | 4.4                 | 7.2                 | تمويل            |

* على الرغم من كون الشركة الأنجلو أمريكية هي جنوب أفريقية ولها مكاتب رئيسية في جنوب إفريقيا، إلا أن الشركة مدرجة على أنها بريطانية في تصنيف فوربس 2000 بسبب العنوان المسجل للكيان في لندن.